# Movimiento para la Liberación de los Pueblos
Movimiento para la Liberación de los Pueblos fue un partido político guatemalteco, antisistema de izquierda que promovía el cambio total del estado guatemalteco mediante un Proceso de Asamblea Constituyente Plurinacional y Popular (PACPP), para la creación de un estado plurinacional basado en los diferentes pueblos que habitan en el país, alegando que estos no poseen representación en el actual modelo de estado.

## Historia
El movimiento fue registrado el 8 de diciembre de 2016 en el Tribunal Supremo Electoral y su proceso de inscripción finalizó el 7 de diciembre de 2018. El secretario general del partido es Alfredo González. Tiene más de 23 800 miembros. Está constituido principalmente por miembros del Comité de Desarrollo Campesino (Codeca). Han participado y organizado múltiples manifestaciones para reclamar la dimisión del expresidente Jimmy Morales. Han acusado a la URNG y al Winaq de no representar a los pueblos indígenas. El 21 de noviembre de 2018, la organización política cumplió los requisitos y fue oficializada como partido político.

### Origen
Las comunidades y pueblos que integran CODECA y los otros movimientos sociales aliados impulsaron, desde el año 2012, el llamado "Proceso de Asamblea Constituyente Plurinacional y Popular" (PACP), mediante el cual buscaban obtener representen en los órganos legislativos del país. El PACP comenzó un proceso de actividad asamblearia entre los sectores populares que resolvería la construcción de un instrumento electoral. En el año 2018, surge el Movimiento para la Liberación de los Pueblos, tras la unidad del Comité de Desarrollo Campesino (CODECA) y otros movimientos sociales con el objetivo de presentarse a las elecciones presidenciales y legislativas de Guatemala.

## Elecciones generales de 2023
En las elecciones generales de 2023, el partido no obtuvo ningún diputado, por lo que, de conformidad con la Ley Electoral y de Partidos Políticos, el partido fue por el Tribunal Supremo Electoral. El 22 de enero de 2024, el partido fue cancelado formalmente por el Tribunal Supremo Electoral.

## Elecciones presidenciales
| Año electoral | Candidato      | 1.ª vuelta         | 1.ª vuelta         | 2.ª vuelta         | 2.ª vuelta         |
| Año electoral | Candidato      | Total de votos     | Porcentaje         | Total de votos     | Porcentaje         |
| ------------- | -------------- | ------------------ | ------------------ | ------------------ | ------------------ |
| 2019          | Thelma Cabrera | 452 539            | 10,42 % (4.º)      |                    |                    |
| 2023          | Thelma Cabrera | No pudo participar | No pudo participar | No pudo participar | No pudo participar |